# Derek Mears
Derek Mears (Bakersfield, 29 aprile 1972) è uno stuntman e attore statunitense.
Noto per essersi prestato come controfigura in famosi film come Indiana Jones e il regno del teschio di cristallo e Pirati dei Caraibi, e per aver interpretato il serial killer cinematografico Jason Voorhees in Venerdì 13 (2009). Nel 2011 recita nel ruolo del maestro d'arme nel film Pirati dei Caraibi - Oltre i confini del mare.

## Filmografia parziale

### Cinema
- Zathura - Un'avventura spaziale (Zathura - A Space Adventure), regia di Jon Favreau (2005)
- Le colline hanno gli occhi 2, regia di Martin Weisz (2007)
- Venerdì 13 (Friday the 13th), regia di Marcus Nispel (2009)
- Predators, regia di Nimród Antal (2010)
- Pirati dei Caraibi - Oltre i confini del mare (Pirates of the Caribbean: On Stranger Tides), regia di Rob Marshall (2011)
- Death Games (Arena), regia di Jonah Loop (2011)
- Hansel & Gretel - Cacciatori di streghe (Hansel and Gretel: Witch Hunters), regia di Tommy Wirkola (2013)
- Gangster Squad, regia di Ruben Fleischer (2013)
- Percy Jackson e gli dei dell'Olimpo - Il mare dei mostri (Percy Jackson: Sea of Monsters), regia di Thor Freudenthal (2013)
- Dead Snow 2: Red vs Dead (Død Snø 2), regia di Tommy Wirkola (2014)
- Scherzi della natura (Freaks of Nature), regia di Robbie Pickering (2015)
- La legge della notte (Live by Night), regia di Ben Affleck (2016)
- I Don't Feel at Home in This World Anymore, regia di Macon Blair (2017)
- Alita - Angelo della battaglia (Alita: Battle Angel), regia di Robert Rodriguez (2019)

### Televisione
- CSI: NY - serie TV, episodio 1x11 (2005)
- My Name Is Earl - serie TV, episodio 1x21 (2006)
- CSI: Miami - serie TV, episodio 7x4 (2008)
- Chuck - serie TV, episodio 5x5 (2011)
- Sleepy Hollow - serie TV, 10 episodi (2013-2017)
- The Guardians of Justice - serie TV, 7 episodi (2022)

## Doppiatori italiani
Nelle versioni in italiano delle opere in cui ha recitato, Derek Mears è stato doppiato da:
- Francesco Sechi in Alita - Angelo della battaglia
- Ruggero Andreozzi in The Guardians of Justice
- Stefano Macchi in Chuck
- Claudio Fattoretto in CSI: Miami